# Smålandsstenar
Smålandsstenar er en lille by i Gislaveds kommun i Jönköpings län i Sverige. Den hører - som navnet antyder - til det historiske landskap Småland. I 2010 var indbyggertallet 4.530. Byen ligger midt i det svenske bibelbælte, og ca. 300 af indbyggerne tilhører sekten Exclusive Brethren fra Plymouthbrødrene.